# Покров
Покров (рус. Покров) град је у Русији у Владимирској области.

## Становништво
| 1959. | 1970. | 1979.  | 1989.  | 2002.  | 2010.  |
| ----- | ----- | ------ | ------ | ------ | ------ |
| 6.845 | 9.976 | 14.615 | 15.988 | 15.920 | 17.756 |